# 1930 في بلجيكا
فيما يلي قوائم الأحداث التي وقعت خلال عام 1930 في بلجيكا.

## رياضة
- 1 يناير – بطولة العالم لسباق الدراجات على الطريق 1930
- 1 يناير – بطولة العالم للدراجات على المضمار 1930

## مواليد

### مايو
- 3 مايو – لوسي إيريجاري

### يوليو
- 6 يوليو – فرنسواز ماليت-جوريس كاتبة بلجيكية.

### أغسطس
- 12 أغسطس – جاك تيتس رياضياتي بلجيكي.

### سبتمبر
- 7 سبتمبر – بودوان الأول ملك بلجيكا

### أكتوبر
- 10 أكتوبر – إيف شوفان كيميائي فرنسي.

## وفيات

### أبريل
- 22 أبريل – ايفون جورج (مواليد 1896)